# Better (Lied)
Better (englisch für „Besser“) ist ein Lied von Lena und Nico Santos. Das Duett ist die vierte Singleauskopplung aus Lenas fünftem Studioalbum Only Love, L sowie die erste Singleauskopplung aus Santos selbstbetiteltem zweiten Studioalbum.

## Entstehung und Artwork
Better wurde von den Interpreten selbst gemeinsam mit den Koautoren Kate Morgan, Pascal Reinhardt (Kalli) und Joe Walter geschrieben. Kalli war darüber hinaus für die Abmischung, Instrumentierung (Bassgitarre, Gitarre, Keyboard und Schlagzeug), Produktion sowie die Programmierung zuständig. Das Mastering erfolgte unter der Leitung des Berliner Tontechnikers Lex Barkey.
Auf dem Frontcover der Single ist neben Künstlernamen und Liedtitel ein blaues zerrissenes Herz auf weißem Hintergrund zu sehen.

## Veröffentlichung und Promotion

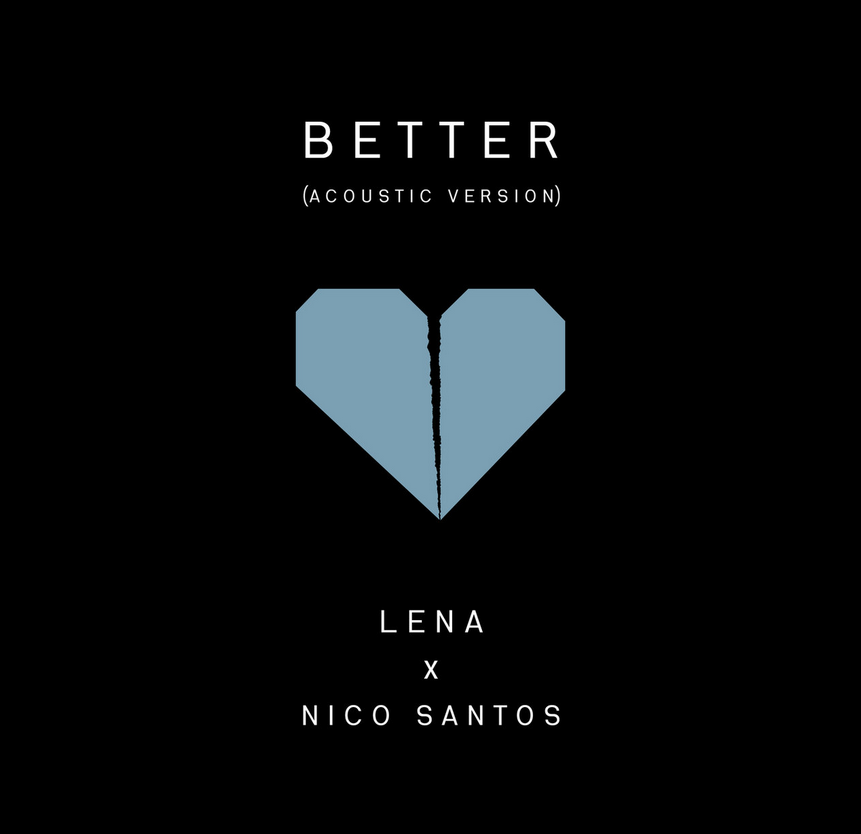
Alternatives Frontcover

Die Erstveröffentlichung von Better erfolgte als Download und Streaming am 16. August 2019. Die Veröffentlichung erfolgte als Einzeltrack durch das Musiklabel Polydor, der Vertrieb durch Universal Music Publishing. Verlegt wurde das Lied von Budde Music, Edition Djorkaeff-Beatzarre, Edition Drublic, Edition Kiwi, Fisherman Songs und den Joe Walter Musikverlag. Im Oktober 2019 erschien eine Akustikversion zu Better als Einzeltrack zum Download und Streaming. Nach dem Better zunächst nur als Single veröffentlicht worden war, erschien es im Dezember 2019 auf der „More Love Edition“ von Lenas fünftem Studioalbum Only Love, L. Im Mai 2020 erschien es ebenfalls auf Santos’ zweitem selbstbetitelten Studioalbum.
Um das Lied zu bewerben, erfolgten einige Liveauftritte von Lena und Santos. Seine Livepremiere feierte das Stück bei einem gemeinsamen Auftritt im August 2019 beim Open-Air-Festival Stars for Free. Des Weiteren traten Lena und Santos gemeinsam beim Deutschen Radiopreis im September 2019 und im November 2019 in der Sat.1-Show Luke! Die Greatnightshow sowie im ARD-Morgenmagazin auf. Während der Verleihung der 1 Live Krone im Dezember 2019 präsentierte Santos Better im Duett mit der deutschen Singer-Songwriterin Lea. Darüber hinaus trat Santos mit Better auch solo in der ARD-Show Hirschhausens Quiz des Menschen im September 2019 auf. Lena präsentierte Better solo in der SWR3-Show New Pop Festival Special im September 2019.

## Hintergrund
Bei Better handelt es sich nicht um die erste Zusammenarbeit zwischen Lena und Santos. 2016 coverten sie für ihren YouTube-Kanal gemeinsam Closer von den Chainsmokers. 2017 war Santos unter anderem einer der Koautoren von Lenas Single Lost in You. Die Single erreichte die deutschen und österreichischen Singlecharts. Im gleichen Jahr schrieb Santos an der Folgesingle If I Wasn’t Your Daughter mit. Diese konnte den Erfolg von Lost in You überbieten und erreichte seinerzeit gleichzeitig die Charts aller D-A-CH-Staaten. Zu Better kam es laut eigenen Worten von Meyer-Landrut und Santos, als Santos mit einigen Kumpels im Studio die Melodie komponiert habe und er sich dachte, das klinge perfekt für ein Duett. Er habe daraufhin Meyer-Landrut eine WhatsApp-Nachricht geschickt, dass sie jetzt sofort ganz dringend im Studio vorbeikommen müsse. Nach 30 Minuten sei diese mit ihrem Moped am Studio angekommen. Nach etwa vier bis fünf Stunden sei das Stück fertig gewesen.

## Inhalt
Der Liedtext zu Better ist in englischer Sprache verfasst. Der Titel bedeutet ins Deutsche übersetzt so viel wie „Besser“. Die Musik und der Text wurden gemeinsam von Kalli, Lena Meyer-Landrut, Kate Morgan, Nico Santos und Joe Walter geschrieben beziehungsweise komponiert. Musikalisch bewegt sich das Lied im Bereich des Popmusik. Das Tempo beträgt 150 Schläge pro Minute. Die Tonart ist Des-Moll.
Inhaltlich handelt es sich bei Better um einen Trennungstitel („All the best, good luck now, try to find someone new“). Das Stück stellt unterschiedliche Trennungssituationen gegeneinander sowie die jeweiligen Emotionen des Verlassenen („Why you take my love just to rip it up“). Die Kernaussage sei, dass es immer zwei Seiten gäbe und es helfe, sich in die Gefühle des anderen hinein zu versetzen.
Aufgebaut ist das Lied auf zwei Strophen, einem Refrain, einer Bridge sowie einem Outro. Das Lied beginnt mit der ersten Strophe, die von Meyer-Landrut gesungen wird. Auf diese folgt zunächst ein sogenannter „Pre-Chorus“, ehe der eigentliche Refrain, mit seinem auslaufenden „Post-Chorus“, folgt. Alle Teile des Refrains werden abwechselnd oder gleichzeitig von Meyer-Landrut und Santos interpretiert. Der gleiche Vorgang wiederholt sich mit der zweiten Strophe, nur dass die Strophe in diesem Fall von Santos gesungen wird. Nach dem zweiten Refrain erfolgt eine Bridge, die sich aus dem zweiten Absatz des Refrains zusammensetzt. Es folgt ein drittes Mal der Refrain, ehe das Lied mit einem Outro endet. Das Outro besteht hierbei aus dem Text des Post-Chorus, der sich lediglich aus der wiederholenden Zeile „Better, better, better, better. Who’s gonna love you better“ (englisch für „Besser, besser, besser, besser. (Jemanden,) der dich besser lieben wird“) zusammensetzt. Neben dem Hauptgesang der beiden Interpreten ist im Hintergrund die Stimme von Pascal Reinhardt zu hören.
| „Why you take my love just to rip it up? Guess for you it was not enough. All the best, good luck now, try to find someone new. Who’s gonna love you better.“ – Refrain, Originalauszug | „Warum nimmst du meine Liebe, um sie zu zerreißen? Ich denke für dich war es nicht genug. Alles Gute, viel Glück, beim Versuch jemanden neuen zu finden. Der dich besser lieben kann.“ – Refrain, Übersetzung |

## Musikvideo
Zu Better erfolgten drei offizielle Videoveröffentlichungen. Zunächst feierte ein Lyrikvideo seine Premiere am 16. August 2019. Dieses zeigt am unteren Bildrand, wie typischerweise für Lyrikvideos, immer die aktuell besungenen Liedzeilen. Inmitten des Bildes ist das Herz aus dem Single-Frontcover zu sehen. Dieses entfaltet sich immer wieder zu einem Stück Papier und zurück. Zwei Wochen später, am 30. August 2019, erschien das vollwertige Musikvideo. Das Video lässt sich in zwei Abschnitte unterteilen. Zum einen sieht man Meyer-Landrut und Santos, die mit einem roten Geländewagen durch ein Maisfeld rasen, wobei Meyer-Landrut die Fahrerin und Santos der Beifahrer ist. Zum anderen zeigt es die beiden gemeinsam das Lied im besagten Maisfeld sowie separat an gegensätzlichen Schauplätzen singen. In den separaten Szenen sieht man unter anderem Meyer-Landrut in einem roten Outfit, vor einem roten Hintergrund, während Santos in weiß gekleidet vor einem grauen Hintergrund singt. In einer weiteren Szene sitzt Meyer-Landrut leicht bekleidet auf einem Pferd, während sich Santos in einem dunkelrot beleuchteten Raum, in dem Stahlketten von der Decke hängen, aufhält. Später begibt sich Meyer-Landrut zu Santos. In einigen wenigen Sequenzen sieht man Meyer-Landrut darüber hinaus in einer liegenden Menschenansammlung. Das Video endet mit dem Geländewagen, der vor einem schwarzen Hintergrund von der Decke hängt. Auf dem Dach findet sich der Schriftzug „Take My Love“ (englisch für „Nimm meine Liebe“) und auf der Motorhaube „Ride or Die“ (englisch für „Fahr oder stirb.“) wieder. Die Gesamtlänge des Videos beträgt 3:30 Minuten. Regie führte PLUG. Bis August 2025 zählte das Musikvideo über 36 Millionen Aufrufe auf der Videoplattform YouTube. Am 18. Oktober 2019 erschien ein Akustikvideo zu Better. In dem Schwarz-Weiß-Video sieht man die beiden in wohnzimmerähnlicher Atmosphäre das Lied singen. Santos begleitet hierbei die beiden am Keyboard. Aufgenommen wurde das Video von Paul Hüttemann.
Plagiatsvorwürfe
Das Musikvideo zu Better musste sich einigen Plagiatsvorwürfe unterwerfen. Zum einen soll es sehr dem Video Papi des Schweizer Rappers Monet192 ähneln. Die Vorwürfe beziehen sich gleich auf mehrere Szenen. Unter anderem findet sich in diesem die Rapperin Badmómzjay auch auf dem Rücken eines Pferdes wieder. Lena trägt ebenfalls ein helles Hemd samt Slip, Badmómzjay ein schrilles Latex-Outfit. Des Weiteren beinhalten beide Videos eine Autofahrt und die Szenenabfolge wirke für manche Betrachter recht ähnlich. Neben den Szeneninhalten würden sich auch die Kleidung von Meyer-Landrut und den Tänzerinnen in Papi stark gleichen. Des Weiteren wurde ihr ein Plagiat gegenüber Helene Fischer vorgeworfen. Ein Screenshot aus Better, welches Meyer-Landrut auf ihrem Instagram-Profil veröffentlichte, soll an eine Aufnahme Fischers erinnern. Es handelt sich um ein Latex-Outfit, für welches Fischer eine Woche vor Meyer-Landruts Beitrag in der Kritik stand. Die Fans äußerten sich negativ dem gegenüber und auch Prominente wie The BossHoss sahen die Ähnlichkeit und kommentierten den Beitrag.

## Mitwirkende
| Liedproduktion - Lex Barkey: Mastering - Lena Meyer-Landrut: Gesang, Komponist, Liedtexter - Kate Morgan: Komponist, Liedtexter - Pascal Reinhardt (Kalli): Abmischung, Bassgitarre, Begleitgesang, Gitarre, Keyboard, Komponist, Liedtexter, Musikproduzent, Programmierung, Schlagzeug - Joe Walter: Komponist, Liedtexter - Nico Wellenbrink (Nico Santos): Gesang, Komponist, Liedtexter Unternehmen - 100Blackdolphins: Filmproduzent (Musikvideo) - Budde Music: Verlag - Edition Djorkaeff-Beatzarre: Verlag - Edition Drublic: Verlag - Edition Kiwi: Verlag - Fisherman Songs: Verlag - Inmotion: Filmproduzent (Musikvideo) - Joe Walter Musikverlag: Verlag - Polydor: Musiklabel - Universal Music Publishing: Vertrieb | Musikvideo (Auswahl) - Ali Akguel: Besetzungsregisseur - Georgios Angelidis: Bühnenbildner - Aljoscha Bohatsch: Kreativdirektor - Pia Eberhardt: Kostümbildner - Julie Griebau: Kostümbildner - Victoria Hindelang: Styling - Philipp Höbel: Filmeditor, Kameraassistent - Paul Hüttemann: Kameramann (Akustikversion) - Domenic Lohrmann: Beleuchter - Daniela Meichelböck: Styling - Inga Menrath: Lichttechniker - PLUG: Regisseur - Pero Popovic: Bühnenbildner - Bastian Ried: Kameramann - Maria Ried: Filmproduzent - Jakub Rzucidlo: Co-Direktion, Filmproduzent - Philipp Verheyen: Maske - Tatjana Wenig: Direktion |

## Preise
Am 12. April 2020 gewann Better einen Nickelodeon Kids’ Choice Award in der Kategorie „Lieblings-Ohrwurm“ und setzt sich gegen 194 Länder (Mark Forster), Auf das, was da noch kommt (Lotte & Max Giesinger), Gutes Gefühl (Fargo), Hoch (Tim Bendzko) sowie Vincent (Sarah Connor) durch.

## Kommerzieller Erfolg

### Chartplatzierungen
Better erreichte in Deutschland Position 15 der Singlecharts und konnte sich insgesamt 26 Wochen in den Charts halten. Des Weiteren erreichte Better für drei Wochen die Spitzenposition der deutschen Airplaycharts. In Österreich erreichte die Single in 20 Chartwochen mit Position 17 seine höchste Chartnotierung, in der Schweiz in fünf Chartwochen mit Position 89. 2019 platzierte sich Better auf Position 79 in den deutschen Single-Jahrescharts sowie auf Position 73 in Österreich. In den deutschen Airplay-Jahrescharts belegte die Single Rang 24.
Für Meyer-Landrut ist dies als Interpretin der 23. Charterfolg in Deutschland sowie der 13. in Österreich und der achte in der Schweiz. Als Autorin erreichte sie mit Better zum elften Mal die Charts in Deutschland, zum siebten Mal die Charts in Österreich und fünften Mal die Schweizer Hitparade. Für Santos ist dies jeweils der fünfte Charterfolg als Interpret in Deutschland und Österreich sowie der vierte in der Schweiz. In seiner Autorentätigkeit erreichte er bereits zum 17. Mal die Singlecharts in Deutschland sowie zum zwölften Mal die Charts in Österreich und der neunte in der Schweiz. Für Walter als Autor ist Better der elfte Charterfolg in den deutschen Singlecharts sowie der siebte in Österreich und der dritte in der Schweiz. Kalli erreichte in seiner Autorentätigkeit zum neunten Mal die deutschen Charts, zum siebten Mal die Singlecharts in Österreich und zum fünften Mal die Schweizer Hitparade. Morgan erreichte hiermit als Autorin erstmals die deutschen Charts sowie jeweils zum zweiten Mal nach Hope (The Chainsmokers feat. Winona Oak) die Charts in Österreich und der Schweiz.
| ChartsChartplatzierungen | Höchstplatzierung | Wochen |
| ------------------------ | ----------------- | ------ |
| Deutschland (GfK)        | 15 (26 Wo.)       | 26     |
| Österreich (Ö3)          | 17 (20 Wo.)       | 20     |
| Schweiz (IFPI)           | 89 (5 Wo.)        | 5      |

| ChartsJahrescharts (2019) | Platzierung |
| ------------------------- | ----------- |
| Deutschland (GfK)         | 79          |
| Österreich (Ö3)           | 73          |

### Auszeichnungen für Musikverkäufe
Im Mai 2022 wurde Better in Deutschland mit einer Platin-Schallplatte für über 400.000 verkaufte Einheiten ausgezeichnet. Es ist die zweite Singleveröffentlichung von Meyer-Landrut, die mindestens Platin-Status in Deutschland erreichte. Für Santos ist es die vierte Single, die mindestens Platin-Status in Deutschland erreichte. Im April 2020 erfolgte die Verleihung einer Goldenen Schallplatte in Österreich. Die Single erhielt je eine Goldene und Platin-Schallplatte für über 415.000 verkaufte Einheiten.

| Land/Region        | Auszeichnungen für Musikverkäufe (Land/Region, Auszeichnung, Verkäufe) | Verkäufe |
| ------------------ | ---------------------------------------------------------------------- | -------- |
| Deutschland (BVMI) | Platin                                                                 | 400.000  |
| Österreich (IFPI)  | Gold                                                                   | 15.000   |
| Insgesamt          | 1× Gold · 1× Platin ·                                                  | 415.000  |

## Coverversionen
- 2020: Jan Plewka, der deutsche Rocksänger coverte das Stück während der siebten Staffel der VOX-Show Sing meinen Song – Das Tauschkonzert. Das Stück erschien als Promo-Single am 13. Mai 2020. Die Coverversion ist auch auf der „Deluxe Edition“ des TV-Samplers zu finden, der am 22. Mai 2020 erschien.[38]